# 英国王位第一顺位继承人列表
英國王位第一順位繼承人指的是英國王儲。第一順位繼承人可以是法定繼承人或推定繼承人；但只有男性法定繼承人才能獲冊封為威爾斯親王，如英女王伊莉莎白二世雖在登基前身為王位第一順位繼承人，卻從未受封威爾斯親王。
自英格蘭王國和蘇格蘭王國在1707年根據《1707年聯合法令》合併至今，大不列顛王國（1707—1800）、大不列顛暨愛爾蘭聯合王國（1801—1922）以及大不列顛暨北愛爾蘭聯合王國（1922—）先後共有19人曾是王位第一順位繼承人，當中12人最終繼位為英國君主。其中只有5人是女性，剩下的14人皆為男性。
在歷任第一順位繼承人中，英女王伊莉莎白二世的長子威爾斯親王查爾斯（後為英王查爾斯三世）是等待繼位時間最長者，以王儲的身份擔任第一順位繼承人逾70年（他擔任威爾斯親王的時間則為64年）；漢諾瓦選帝侯格奧爾格一世·路德維希（後為英王喬治一世）則是任期最短者，時任君主英女王安妮在其成為第一順位繼承人的兩個月後便駕崩，格奧爾格隨即便根據《1701年嗣位法令》繼位為王。
現任英國王位第一順位繼承人是英王查爾斯三世的長子威爾斯親王威廉。

## 歷任第一順位繼承人
| 第一順位繼承人                      | 圖片                                                          | 地位       | 時任君主            | 與時任君主 關係 | 成為繼承人                      | 結束擔任繼承人                                 | 下一順位繼承人                                   | 參考來源      |
| ----------------------------------- | ------------------------------------------------------------- | ---------- | ------------------- | --------------- | ------------------------------- | ---------------------------------------------- | ------------------------------------------------ | ------------- |
| 漢諾瓦選帝侯夫人 索菲婭             |                                                               | 推定繼承人 | 英女王 安妮         | 表姑母          | 1707年5月1日 1701年嗣位法令生效 | 1714年6月8日 逝世                              | 長子 漢諾瓦選帝侯 格奧爾格一世·路德維希          | [ 2 ] [ 3 ]   |
| 漢諾瓦選帝侯 格奧爾格一世·路德維希* |                                                               | 推定繼承人 | 英女王 安妮         | 再從兄          | 1714年6月8日 母親逝世           | 1714年8月1日 英女王安妮駕崩 繼位為英王喬治一世 | 長子 劍橋公爵 喬治·奧古斯都王子                  | [ 4 ] [ 5 ]   |
| 威爾斯親王喬治*                     |                                                               | 法定繼承人 | 英王 喬治一世       | 長子            | 1714年8月1日 父親繼位           | 1727年6月11日 父親駕崩 繼位為英王喬治二世      | 長子 愛丁堡公爵腓特烈王子                        | [ 6 ] [ 7 ]   |
| 威爾斯親王腓特烈                    |                                                               | 法定繼承人 | 英王 喬治二世       | 長子            | 1727年6月11日 父親繼位          | 1751年3月31日 逝世                             | 弟弟 坎伯蘭公爵威廉王子 （1727—1737）            | [ 8 ] [ 9 ]   |
| 威爾斯親王腓特烈                    | 長女 奧古斯塔公主 （1737—1738）                               | 法定繼承人 | 英王 喬治二世       | 長子            | 1727年6月11日 父親繼位          | 1751年3月31日 逝世                             |                                                  | [ 8 ] [ 9 ]   |
| 威爾斯親王腓特烈                    | 長子 喬治王子 （1738—1751）                                   | 法定繼承人 | 英王 喬治二世       | 長子            | 1727年6月11日 父親繼位          | 1751年3月31日 逝世                             |                                                  | [ 8 ] [ 9 ]   |
| 威爾斯親王喬治*                     |                                                               | 法定繼承人 | 英王 喬治二世       | 長孫            | 1751年3月31日 父親逝世          | 1760年10月25日 祖父駕崩 繼位為英王喬治三世     | 弟弟 約克和奧爾巴尼公爵 愛德華王子               | [ 8 ] [ 10 ]  |
| 約克和奧爾巴尼公爵 愛德華王子       |                                                               | 推定繼承人 | 英王 喬治三世       | 弟弟            | 1760年10月25日 長兄繼位         | 1762年8月12日 侄子出生                         | 長兄 威廉·亨利王子                               | [ 11 ] [ 12 ] |
| 威爾斯親王喬治*                     |                                                               | 法定繼承人 | 英王 喬治三世       | 長子            | 1762年8月12日 出生              | 1820年1月29日 父親駕崩 繼位為英王喬治四世      | 叔父 約克和奧爾巴尼公爵 愛德華王子 （1762—1763） | [ 13 ] [ 14 ] |
| 威爾斯親王喬治*                     | 弟弟 約克和奧爾巴尼公爵 弗雷德里克王子 （1763—1796）          | 法定繼承人 | 英王 喬治三世       | 長子            | 1762年8月12日 出生              | 1820年1月29日 父親駕崩 繼位為英王喬治四世      |                                                  | [ 13 ] [ 14 ] |
| 威爾斯親王喬治*                     | 長女 威爾斯的夏洛特公主 （1796—1817）                         | 法定繼承人 | 英王 喬治三世       | 長子            | 1762年8月12日 出生              | 1820年1月29日 父親駕崩 繼位為英王喬治四世      |                                                  | [ 13 ] [ 14 ] |
| 威爾斯親王喬治*                     | 弟弟 約克和奧爾巴尼公爵 弗雷德里克王子 （1817—1820）          | 法定繼承人 | 英王 喬治三世       | 長子            | 1762年8月12日 出生              | 1820年1月29日 父親駕崩 繼位為英王喬治四世      |                                                  | [ 13 ] [ 14 ] |
| 約克和奧爾巴尼公爵 弗雷德里克王子   |                                                               | 推定繼承人 | 英王 喬治四世       | 弟弟            | 1820年1月29日 長兄繼位          | 1827年1月5日 逝世                              | 弟弟 克拉倫斯和聖安德魯斯公爵 威廉王子           | [ 15 ]        |
| 克拉倫斯和聖安德魯斯公爵 威廉王子*  |                                                               | 推定繼承人 | 英王 喬治四世       | 弟弟            | 1827年1月5日 次兄逝世           | 1830年6月26日 長兄駕崩 繼位為英王威廉四世      | 侄女 肯特的亞歷山德麗娜· 維多利亞公主            | [ 16 ] [ 17 ] |
| 肯特的亞歷山德麗娜· 維多利亞公主*   |                                                               | 推定繼承人 | 英王 威廉四世       | 侄女            | 1830年6月26日 伯父繼位          | 1837年6月20日 伯父駕崩 繼位為英女王維多利亞    | 叔父 昆布蘭和特維奧特戴爾公爵 恩斯特·奧古斯特    | [ 18 ] [ 19 ] |
| 漢諾威國王 恩斯特·奧古斯特          |                                                               | 推定繼承人 | 英女王 維多利亞     | 叔父            | 1837年6月20日 侄女繼位          | 1840年11月21日 侄孫女出生                      | 長子 漢諾威王儲格奧爾格                          | [ 20 ]        |
| 維多利亞公主                        |                                                               | 推定繼承人 | 英女王 維多利亞     | 長女            | 1840年11月21日 出生             | 1841年11月9日 弟弟出生                         | 表叔公 漢諾威國王 恩斯特·奧古斯特                | [ 21 ]        |
| 威爾斯親王 阿爾伯特·愛德華*         |                                                               | 法定繼承人 | 英女王 維多利亞     | 長子            | 1841年11月9日 出生              | 1901年1月22日 母親駕崩 繼位為英王愛德華七世    | 長姐 維多利亞長公主 （1841—1844）                | [ 22 ] [ 23 ] |
| 威爾斯親王 阿爾伯特·愛德華*         | 弟弟 阿爾弗雷德王子 （1844—1864）                             | 法定繼承人 | 英女王 維多利亞     | 長子            | 1841年11月9日 出生              | 1901年1月22日 母親駕崩 繼位為英王愛德華七世    |                                                  | [ 22 ] [ 23 ] |
| 威爾斯親王 阿爾伯特·愛德華*         | 長子 克拉倫斯和阿文代爾公爵 阿爾伯特·維克多王子 （1864—1892） | 法定繼承人 | 英女王 維多利亞     | 長子            | 1841年11月9日 出生              | 1901年1月22日 母親駕崩 繼位為英王愛德華七世    |                                                  | [ 22 ] [ 23 ] |
| 威爾斯親王 阿爾伯特·愛德華*         | 次子 約克公爵喬治王子 （1892—1901）                           | 法定繼承人 | 英女王 維多利亞     | 長子            | 1841年11月9日 出生              | 1901年1月22日 母親駕崩 繼位為英王愛德華七世    |                                                  | [ 22 ] [ 23 ] |
| 威爾斯親王喬治*                     |                                                               | 法定繼承人 | 英王 愛德華七世     | 次子            | 1901年1月22日 父親繼位          | 1910年5月6日 父親駕崩 繼位為英王喬治五世       | 長子 威爾斯的愛德華王子                          | [ 24 ] [ 25 ] |
| 威爾斯親王愛德華*                   |                                                               | 法定繼承人 | 英王 喬治五世       | 長子            | 1910年5月6日 父親繼位           | 1936年1月20日 父親駕崩 繼位為英王愛德華八世    | 弟弟 約克公爵阿爾伯特王子                        | [ 26 ] [ 27 ] |
| 約克公爵阿爾伯特王子*               |                                                               | 推定繼承人 | 英王 愛德華八世     | 弟弟            | 1936年1月20日 長兄繼位          | 1936年12月11日 長兄退位 繼位為英王喬治六世     | 長女 約克的伊莉莎白公主                          | [ 28 ] [ 29 ] |
| 愛丁堡公爵夫人 伊莉莎白公主*        |                                                               | 推定繼承人 | 英王 喬治六世       | 長女            | 1936年12月11日 父親繼位         | 1952年2月6日 父親駕崩 繼位為英女王伊莉莎白二世 | 妹妹 瑪格麗特公主 （1936—1948）                  | [ 30 ] [ 31 ] |
| 愛丁堡公爵夫人 伊莉莎白公主*        | 長子 愛丁堡的查爾斯王子 （1948—1952）                         | 推定繼承人 | 英王 喬治六世       | 長女            | 1936年12月11日 父親繼位         | 1952年2月6日 父親駕崩 繼位為英女王伊莉莎白二世 |                                                  | [ 30 ] [ 31 ] |
| 威爾斯親王查爾斯*                   |                                                               | 法定繼承人 | 英女王 伊莉莎白二世 | 長子            | 1952年2月6日 母親繼位           | 2022年9月8日 母親駕崩 繼位為英王查爾斯三世     | 妹妹 安妮公主 （1952—1960）                      | [ 32 ]        |
| 威爾斯親王查爾斯*                   | 弟弟 安德魯王子 （1960—1982）                                 | 法定繼承人 | 英女王 伊莉莎白二世 | 長子            | 1952年2月6日 母親繼位           | 2022年9月8日 母親駕崩 繼位為英王查爾斯三世     |                                                  | [ 32 ]        |
| 威爾斯親王查爾斯*                   | 長子 劍橋公爵威廉王子 （1982—2022）                           | 法定繼承人 | 英女王 伊莉莎白二世 | 長子            | 1952年2月6日 母親繼位           | 2022年9月8日 母親駕崩 繼位為英王查爾斯三世     |                                                  | [ 32 ]        |
| 威爾斯親王威廉#                     |                                                               | 法定繼承人 | 英王 查爾斯三世     | 長子            | 2022年9月8日 父親繼位           | 現任                                           | 長子 威爾斯的喬治王子                            | [ 33 ]        |